# كله جوب عليا دو (مقاطعة غيلانغرب)
كله‌جوب عليا دو (بالفارسية: کله‌جوب علیا دو) هي قرية تقع في منطقة مركزية ريفية في إيران. يقدر عدد سكانها بـ 218 نسمة .